# Marcorignan
Marcorignan (okzitanisch Marcorinhan) ist ein Ort und eine französische Gemeinde mit 1318 Einwohnern (Stand 1. Januar 2022) im Département Aude in der Region Okzitanien.

## Lage
Das Runddorf (Circulade) Marcorignan liegt etwa 500 Meter südlich des Flusses Aude und circa neun Kilometer nordwestlich von Narbonne auf einer Höhe von etwa 30 Metern ü. d. M.

## Bevölkerungsentwicklung
| Jahr      | 1968 | 1975 | 1982 | 1990 | 1999 | 2007 | 2018 |
| Einwohner | 548  | 669  | 767  | 954  | 1068 | 1097 | 1316 |

Im 19. Jahrhundert stieg die Zahl der Einwohner von etwa 350 auf über 1000 Personen an. Die Reblauskrise im Weinbau und die Mechanisierung der Landwirtschaft führten seitdem zu einem kontinuierlichen Bevölkerungsrückgang, der seinen Tiefpunkt in den 1960er Jahren erreichte. Die Nähe zur Großstadt Narbonne hat in den letzten Jahrzehnten wieder zu einem deutlichen Anstieg der Einwohnerzahlen geführt.

## Wirtschaft
Ein Großteil der landwirtschaftlichen Flächen ist seit Jahrhunderten dem Weinbau vorbehalten; produziert werden Weiß-, Rot- und Roséweine, die über die Appellationen Vin de Pays de l’Aude, Coteaux de Narbonne, Le Pays Cathare und Pays d’Oc vermarktet werden. Einige leerstehende Häuser sind zu Ferienwohnungen (gîtes) umgewandelt worden.

## Geschichte
Der Ort entstand im 9. oder 10. Jahrhundert auf einer leichten Anhöhe in der Umgebung einer Burg und wurde in der Folgezeit als Runddorf (Circulade) ausgebaut.

## Sehenswürdigkeiten
- Die Pfarrkirche Saint-Genest wurde im 12. Jahrhundert aus Bruchsteinen errichtet und ist dem heiligen Genesius von Rom geweiht. Im 14. oder 15. Jahrhundert erhielt sie eine neue Ostpartie mit einem spitzbogig gewölbtem Fenster. Sie wurde in den 1990er Jahren umfassend restauriert. Das Innere birgt eine polychrom gefasste Muttergottesstatue aus dem 16. Jahrhundert und ein denkmalgeschütztes Weihwasserbecken (bénitier).

## Persönlichkeiten
- Olivier de Termes (um 1200–1274) führte die Titel Seigneur de Termes und Seigneur de Marcorignan.